# Serrat de Pampa
El Serrat de Pampa és una serra situada al municipi de Castellar de la Ribera, (Solsonès), amb una elevació màxima de 886,2 metres.